# Ørken
I geografi er en ørken en landskabsform eller en region hvor der falder meget lidt nedbør. Helt generelt defineres en ørken som "et større landområde der er dækket af sten, grus eller sand fordi nedbørsmængden er for lille til at sikre et varigt plantedække"

## Definition
I daglig og poetisk tale udvides begrebet ørken ofte til at omfatte enhver øde egn, men indenfor geografien forstås begrebet mere snævert. Selv hvor vegetationen er fattig som i Vestjyllands klitegne på grund af jordens manglende evne til at holde på vandet, kommer dette ikke tæt på at være en virkelig ørken. Heller ikke hvor plantefattigdommen skyldes kulde eller blæst kan betegnelsen ørken bruges.
Selv om man begrænser begrebet ørken som ovenfor, er der stadig plads til fortolkning. Hvad nogle geografer regner for at være ørken, bliver af andre regnet for steppe, fx bynkesteppe, kratsteppe, sukkulentsteppe og saltsteppe. Henregner man disse plantesamfund til at være stepper, bliver ørkener altså begrænset til at være de egne, hvor tørken helt forhindrer et nogenlunde sammenhængende plantedække, dvs. jorden er næsten uden planter.
Når der i Nordamerika tales om desert, menes derimod en ofte rigeligt bevokset busksteppe, mens sproget mangler ord til at betegne en virkelig ørken. Grænsen mellem steppe og ørken drages i de store hovedtræk af klimaet.
Overskrider regnfattigdommen en vis grænse, afløses steppen af ørken. Jordbunden spiller også en vis rolle efter jordarternes forskellige evne til at holde på vandet. Dernæst kommer terrænformerne i betragtning. Lavninger i terrænet, hvor vandet kan samle sig, får en rigere vegetation end forhøjningerne. På den anden side vil højere bakkedrag frembyde forøget lejlighed til opstigende luftstrømninger og deraf følgende fortætning af vanddamp. Sådanne bakkedrag har derfor en noget større regnmængde og rigere vegetation end de flade og svagt bølgeformede strækninger.

## Udbredelse og beliggenhed
Jordens ørkener er betingede af klimatiske faktorer, der optræder på alle fastlande i bestemte egne. Ved alle fastlandes vestkyster vil man se regnfattige egne nå helt ud til havet under vendekredsene og dér danne adskillelsen mellem det tropiske sommerregnsbælte og det subtropiske vinterregnsområde, således i Amerika egnene om Colorado-flodens munding og Atacama-ørkenen, i Afrika Sahara og Kalahari, i Australien Great Sandy Desert. I de større fastlande strækker disse tørre strækninger sig fra kysten langt ind i landet og bøjer sig efterhånden mere og mere mod nord, hvor de kan nå helt op i det koldttempererede bælte, således Great American Desert i Utah og Gobi i Mongoliet. Derimod når de aldrig ud til fastlandenes østsider. Årsagen til ørkener er dels det høje lufttryk med nedstigende luftbevægelse, der findes omkring vendekredsen, dels de i disse egne herskende, mod ækvator rettede, tørre vinde, hvis tørhed langs vestkysterne endog forøges af kolde havstrømme. Da der på fastlandenes østsider hersker monsunvinde, som veksler med årstiderne, er nedbøren her mere rigelig. Inden for disse regnfattige områder findes klimatiske ørkener på steder, hvor nedbøren er ganske minimal og ofte udebliver i mange år. På sådanne steder er alt land næsten uden planter, klippe og ler lige så vel som sand. Sådanne virkelige ørkenstrækninger forekommer uden for Sahara kun over små strækninger, fx i Atacama i Sydamerika, kyststrækningen Nanub i Sydafrika, Peshan i Centralasien. På steder, hvor der dog falder nogen regn hvert år, er i reglen kun flyvesand helt planteløst, mens de øvrige arter af jordbund er bevokset med busksteppe. I enkelthederne har terrænforholdene stor betydning for udbredelsen af ørken og steppe inden for disse områder, idet bakker og bjerge begunstiger dannelsen af regn og derfor er dækket af steppe eller stedvis endog af skov, mens sletter, særlig når de på alle sider omgives af bjerge, er meget tørre og ørkenagtige.

## Klima
Klimaet i ørkener er naturligvis meget forskelligt, alt efter om ørkenen ligger mod syd nær ved grænsen for det tropiske bælte eller mod nord ved grænsen af nåleskovsbæltet. Et fælles træk er dog luftens store tørhed og den skyfri himmel, hvoraf følger store svingninger i temperaturen såvel i løbet af døgnet som fra dag til dag. Forskellen mellem årstiderne er meget stor i forhold til breddegraden, og varmeforholdene er i det hele taget meget foranderlige. I ørkenegnene er målt temperaturer, der langt overskrider de højeste temperaturer, som er målt i det tropiske bælte. Varmegrader på over 50 °C er iagttaget i de fleste ørkenområder. Til gengæld er der i ørkener målt frosttemperaturer langt syd for vendekredsen. Vindstyrken er meget variabel. Vindstille veksler med blæst, der ofte udvikler sig til storme. Regnen er overalt i ørkenen ganske upålidelig og kan helt udeblive i enkelte år. De årstider, da sandsynligheden for lidt regn er størst, er meget forskellige alt efter beliggenheden. I nærheden af den tropiske zone er udsigten til regn størst om sommeren, ved grænsen af det subtropiske vinterregnsområde om vinteren, i den koldt tempererede zone om foråret og sommeren.

## Jordbund
Ørkener er ikke knyttet til bestemte terrænformer, den findes lige så vel på sletter som i bjergegne, mest ensformig dog på sletter, hvor forskelligheder i terrænet ikke stiller nogle lokaliteter gunstigere end andre. Ligeledes findes i ørkener alle slags jordbund: klippe, sand og ler. Den store tørhed forårsager dog visse fællestræk hos jordbunden i de forskellige ørkener. De store variationer i temperatur forøger hedesprængninger i uhyre grad. Efter solnedgang, når jordbunden pludselig afkøles, foregår klippernes sprængning med stor styrke og ofte ledsaget af stærke knald (kendt fra fx de syngende memnonstøtter i den nubiske ørken). Mangelen på vand forårsager, at den kemiske nedbrydning foregår på en anden måde end i fugtige egne, og at de dannede stoffer bliver andre. Ligeledes skyldes det vandmangelen, at de ved nedbrydningen opståede opløselige salte ikke udvaskes, men bliver i jorden. Overalt i ørkenen er jordbunden og grundvandet overordentligt rige på opløselige salte, især natriumsulfat, kogsalt, magniumsulfat, gips og salpeter. I særlig høj grad gælder dette dog lavninger, hvor overfladevandet efter de lejlighedsvis forekommende regnskyl løber sammen og fordamper. I enkelte lavninger kan der findes hele lag af salte, som er udskilt i en saltsø, der eksisterede i en foregående mindre tør periode, eller kan være dannet ved fordampning af vandet i en havarm, som ved geologiske forandringer er blevet skilt fra havet. Erosion ved hjælp af rindende vand spiller i ørkener kun en ringe rolle. Ganske vist findes i klippeørkener mange tørre dale, men selv om de af og til forekommende regnskyl er i stand til at udøve nogen erosion, kan de talrige ørkendale dog ikke anses som frembragte på denne måde. De fleste steder er de dannet i tidligere mere regnrige perioder, som for store dele af jorden har eksisteret samtidig med de nordlige egnes istider. Den faktor, der i ørkener træder i det rindende vands sted som bortskaffer af det ved vejrsmuldringen løsnede materiale, er vinden. Da ingen plantevækst holder på det løsnede materiale, flyver det bort, indtil det finder hvile i læ af klipper og bjerge eller i egne, hvor vindstyrken af en eller anden grund er ringere, og hvor det danner flyvesandsørkener. Også hvor sandlag eller let smuldrende sandsten træder frem i dagen, kan store landstrækninger være dækket af flyvesand. På de vindåbne steder, hvor alt fint sand flyver bort, er jorden derimod dækket af groft kantet grus.

## Plantevækst
De sparsomt forekommende planter kan deles i to grupper: de, der er afhængige af de af og til forekommende regnskyl, og de, som er knyttet til grundvandet. Mange af regnplanterne er meget kortlevende. De spirer efter regnen, vokser op, blomstrer, sætter frø og visner, alt i løbet af få uger, og derpå kan frøene måske ligge i flere år, inden den næste regn indtræffer. Andre urter har perennerende underjordiske organer, hvorfra de efter regn skyder blade og blomster op, som efter frømodningen visner. Mange buske har kun blade få uger efter regn, men står ellers bladløse. Til grundvandet er især mange af sandbundens planter knyttede, idet rødderne i den løse jord kan nå ned til vandførende lag. Ørkenens planter er på forskellig måde beskyttede mod fordampning. Man finder hos de forskellige arter små blade, stærk behåring, voksovertræk, tyk overhud og andre beskyttelsesmidler. Særlig på den mest salte bund er saftplanter hyppige. Græsserne kan rulle deres blade ind. Såvel i ørkener som i buskstepper findes hist og her kilder, lige som floder fra regnrigere egne kan løbe langt ud i ørkenen og skabe livsbetingelser, som afviger meget fra ørkennaturen. På disse måder kan skaffes vand til overrisling, og således skabes der betingelser for agerbrug. Sådanne steder kaldes oaser.
Om dagen vil der (de fleste steder) komme mere energi ind fra solen, end der stråler ud igen. Om natten er det omvendt. Det betyder, at temperaturen vil stige om dagen og falde om natten. Vand kan indeholde meget energi (det har en høj varmekapacitet), så hvis der er meget vand i et område, vil temperaturforskellen mellem nat og dag være mindre. Yderligere er der en stor energiforskel mellem vand i væske- og dampfasen, så hvis vandet kan fordampe om dagen, vil det kunne overtage meget af den overskydende energi og således mindske temperaturforskellen yderligere. Den energi vil kunne frigøres igen, hvis vandet om natten fortættes som dug.
Planter optager CO2 fra luften til fotosyntese gennem nogle åbninger, der kaldes spalteåbninger (stomata). Når vandtabet gennem spalteåbningerne bliver for stort, lukkes de, og fotosyntesen stopper.
Afhængigt af hvor meget stråleenergi der modtages, modificeret af andre faktorer som vind og bevoksning, kan man udregne en potentiel fordampning. Det vil sige den fordampning, der ville være, hvis der var ubegrænset vand til rådighed.
I en ørken er nedbøren typisk meget mindre end den potentielle fordampning. Det betyder, at der ikke vil være vand nok til at begrænse temperaturudsvingene, og der heller ikke vil være vand nok til en effektiv fotosyntese. Derfor vil der være begrænset bevoksning og store temperaturforskelle mellem nat og dag.
Blandt ørkenens plantevækster er kaktus den mest kendte. En kaktus (og andre meget tørketilpassede planter, de såkaldte CAM-planter) optager CO2 gennem spalteåbningerne om natten, hvorefter disse kan holdes lukket om dagen. Det reducerer væskebehovet drastisk, og gør det muligt for kaktus at vokse i ørkenområder, hvor andre planter ikke kan gro.

## Dyreliv
Dyrelivet er i ørkener overordentlig fattigt og er væsentlig knyttet til de pletter af steppe, der overalt findes indstrøet i ørkenområderne.

## Nomadekultur
Uden for oaserne lever i ørkenen kun fåtallige nomader, hvis får, geder og kameler gnaver af de tarvelige ørkenplanter.

## Overført betydning
Ørkener behøver ikke at være varme, tørre områder.
- Der findes ørkenagtige, arktiske områder, bl.a. Antarktis. Her er det temperaturen snarere end manglen på vand, der begrænser vegetationen og der er altså tale om polarørken[5].
- Nogle ørkener skyldes at jordbunden er giftig for planter. Specielt kan et højt indhold af salt dræbe vegetationen. Saltørkener kan opstå hvis man bruger havvand til kunstvanding.
- Der findes ørkener, som er ubevoksede på grund af vindens flytning på og med sandet. Det gælder f.eks. Råbjerg Mile i Vendsyssel.

På dansk betyder ørken oprindeligt vildmark eller ubebygget område, og ordet har givet navn til for eksempel Ørkened i Skåne.
Ørkenens karakter som et ufrugtbart område med ringe variation har givet anledning til at bruge ordet i overført betydning, f.eks. i forbindelsen stenørken om et byområde, der består af mange, ens boligblokke med sparsom beplantning.
En ørkenvandring er ikke en spadseretur i en ørken, men derimod snarere en langvarig, kedsommelig beskæftigelse eller aktivitet uden udsigt til et udbytte, som står mål med indsatsen.